# Schistura vinciguerrae
Schistura vinciguerrae es una especie de peces de la familia Balitoridae en el orden de los Cypriniformes.

## Morfología
• Los machos pueden llegar alcanzar los 7,8 cm de longitud total.

## Distribución geográfica
Se encuentra en la India, Birmania (ríos Irrawaddy y Salween) y China (Irrawaddy ).

## Hábitat
Es un pez de agua dulce.